# Larra (Haute-Garonne)
Larra település Franciaországban, Haute-Garonne megyében. Lakosainak száma 2249 fő (2022. január 1.). Larra Grenade, Bretx, Launac, Merville, Montaigut-sur-Save, Saint-Paul-sur-Save és Thil községekkel határos.

## Népesség
A település népességének változása:
| Lakosok száma | 324  | 674  | 955  | 1350 | 1638 | 1765 | 1891 | 2046 | 2114 | 2249 |
|               | 1968 | 1982 | 1990 | 2006 | 2013 | 2015 | 2017 | 2019 | 2020 | 2022 |